# 蒙羅維亞
蒙罗维亚（英語： /mənˈroʊviə/）或譯門羅維亞，是西部非洲利比里亚共和国的首都，同时也是利比里亚最大的城市。该市经济主要依赖其港口，而这个港口主要是由美军于第二次世界大战期间扩建的。主要出口品包括乳胶和铁矿。本地也有对原材料进行加工，例如水泥、成品油、食品、砖、瓦、家具、化学工业。该港口还有大量的仓库和设施可以提供船只修理服务。
该城滨临大西洋，是賴比瑞亞的主要港口之一，2008年人口普查時有970,824人，佔了全利比里亞人口的29%，是該國人口最多的城市。

## 历史
1816年，為了安置被解放的美國黑奴，自由城得以建立，美國殖民協會幫助第一批黑人返回非洲。1822年第二批黑人返回，被安置在梅蘇拉多角的一個叫做“Christopolis”的聚居地上。1824年为了纪念当时积极支持殖民运动的美国总统詹姆斯·门罗而将此地命名门罗维亚。
1845年，美國殖民協會在此舉行制憲會議，會議中起草的憲法成為了後來利比里亞共和國建立的基礎。
20世紀初，蒙羅維亞分成建築風格與美國南部相似的美裔利比里亚人居住區和主要人口為克魯人的克魯區，該區的居民還包括巴薩人、格雷博人和其他少數民族。雖然最初美裔利比里亞人佔據了半數以上的人口，但後來本國民族也漸漸移民到蒙羅維亞以尋求工作。
在第一次和第二次利比里亞內戰期間，蒙羅維亞遭到嚴重破壞，幾乎所有的基礎設施都被毀去。2002年莱伊曼·古博薇組織了利比里亞女性大規模和平運動，這項運動對第二次內戰在2003年的結束起到了積極作用，並使得該國及非洲第一任女總統埃伦·约翰逊·瑟利夫當選。
2014年6月17日西非伊波拉病毒爆發，導致蒙羅維亞七人喪生。 

## 地理
蒙羅維亞位於梅苏拉多角半島，經緯度為6°19′N 10°48′W / 6.317°N 10.800°W，介於大西洋和梅苏拉多河之間，此河的河口形成了一個巨大的天然港。聖保羅河流經城北，河中有布什羅德島，此島與蒙羅維亞有大橋相連。

### 氣候
根據柯本氣候分類法，蒙羅維亞屬於熱帶季風氣候（Am）。年降雨量極大，平均為5,100（200英寸），是世界上最潮濕的首都之一。全年氣溫都在26 °C（79 °F）左右。
| 蒙羅維亞                | 蒙羅維亞    | 蒙羅維亞    | 蒙羅維亞    | 蒙羅維亞    | 蒙羅維亞    | 蒙羅維亞    | 蒙羅維亞    | 蒙羅維亞   | 蒙羅維亞   | 蒙羅維亞    | 蒙羅維亞    | 蒙羅維亞    | 蒙羅維亞      |
| 月份                    | 1月         | 2月         | 3月         | 4月         | 5月         | 6月         | 7月         | 8月        | 9月        | 10月        | 11月        | 12月        | 全年          |
| ----------------------- | ----------- | ----------- | ----------- | ----------- | ----------- | ----------- | ----------- | ---------- | ---------- | ----------- | ----------- | ----------- | ------------- |
| 历史最高温 °C（°F）     | 32 (90)     | 33 (91)     | 32 (90)     | 33 (91)     | 34 (93)     | 31 (88)     | 29 (84)     | 30 (86)    | 29 (84)    | 30 (86)     | 32 (90)     | 32 (90)     | 34 (93)       |
| 平均高温 °C（°F）       | 30.9 (87.6) | 31 (88)     | 31.9 (89.4) | 31.8 (89.2) | 30.7 (87.3) | 30 (86)     | 28.9 (84.0) | 29 (84)    | 29 (84)    | 30 (86)     | 30.9 (87.6) | 30.9 (87.6) | 30.4 (86.7)   |
| 日均气温 °C（°F）       | 25.9 (78.6) | 26.4 (79.5) | 26.9 (80.4) | 26.4 (79.5) | 25.4 (77.7) | 25.5 (77.9) | 24.4 (75.9) | 25 (77)    | 25 (77)    | 25.5 (77.9) | 26 (79)     | 26 (79)     | 25.7 (78.3)   |
| 平均低温 °C（°F）       | 21 (70)     | 21.9 (71.4) | 22 (72)     | 22.1 (71.8) | 21.1 (70.0) | 20.2 (68.4) | 21 (70)     | 20 (68)    | 21 (70)    | 21 (70)     | 21.1 (70.0) | 21.1 (70.0) | 21.1 (70.1)   |
| 历史最低温 °C（°F）     | 13 (55)     | 20 (68)     | 19 (66)     | 16 (61)     | 16 (61)     | 18 (64)     | 16 (61)     | 18 (64)    | 18 (64)    | 19 (66)     | 16 (61)     | 14 (57)     | 13 (55)       |
| 平均降水量 mm（）       | 31 (1.2)    | 56 (2.2)    | 97 (3.8)    | 216 (8.5)   | 516 (20.3)  | 973 (38.3)  | 996 (39.2)  | 373 (14.7) | 744 (29.3) | 772 (30.4)  | 236 (9.3)   | 130 (5.1)   | 5,140 (202.3) |
| 平均降雨天数（≥ 0.1mm） | 5           | 5           | 10          | 17          | 21          | 26          | 24          | 20         | 26         | 22          | 19          | 12          | 207           |
| 平均相對濕度（％）      | 86.5        | 85          | 84.5        | 85.5        | 84          | 85.5        | 85.5        | 85.5       | 89         | 88          | 87.5        | 86          | 86.0          |
| 日均日照時數            | 6           | 6           | 7           | 6           | 5           | 4           | 3           | 3          | 4          | 4           | 6           | 5           | 5             |
| 来源1：Climate-Data.org |             |             |             |             |             |             |             |            |            |             |             |             |               |
| 来源2：BBC Weather      |             |             |             |             |             |             |             |            |            |             |             |             |               |

## 经济

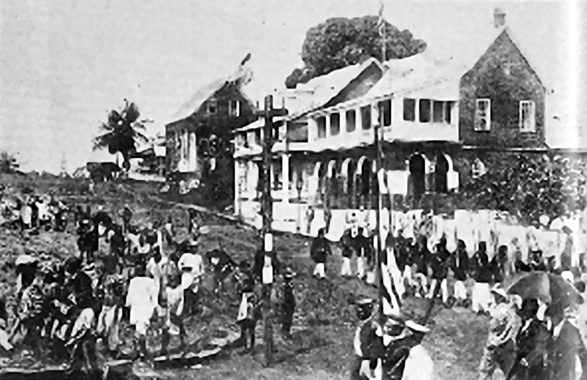
19世紀的蒙羅維亞

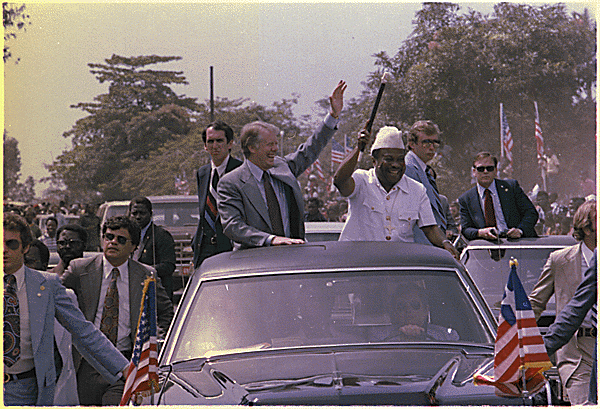
美國總統吉米·卡特和利比里亞總統威廉·托爾伯特1978年在蒙羅維亞合影

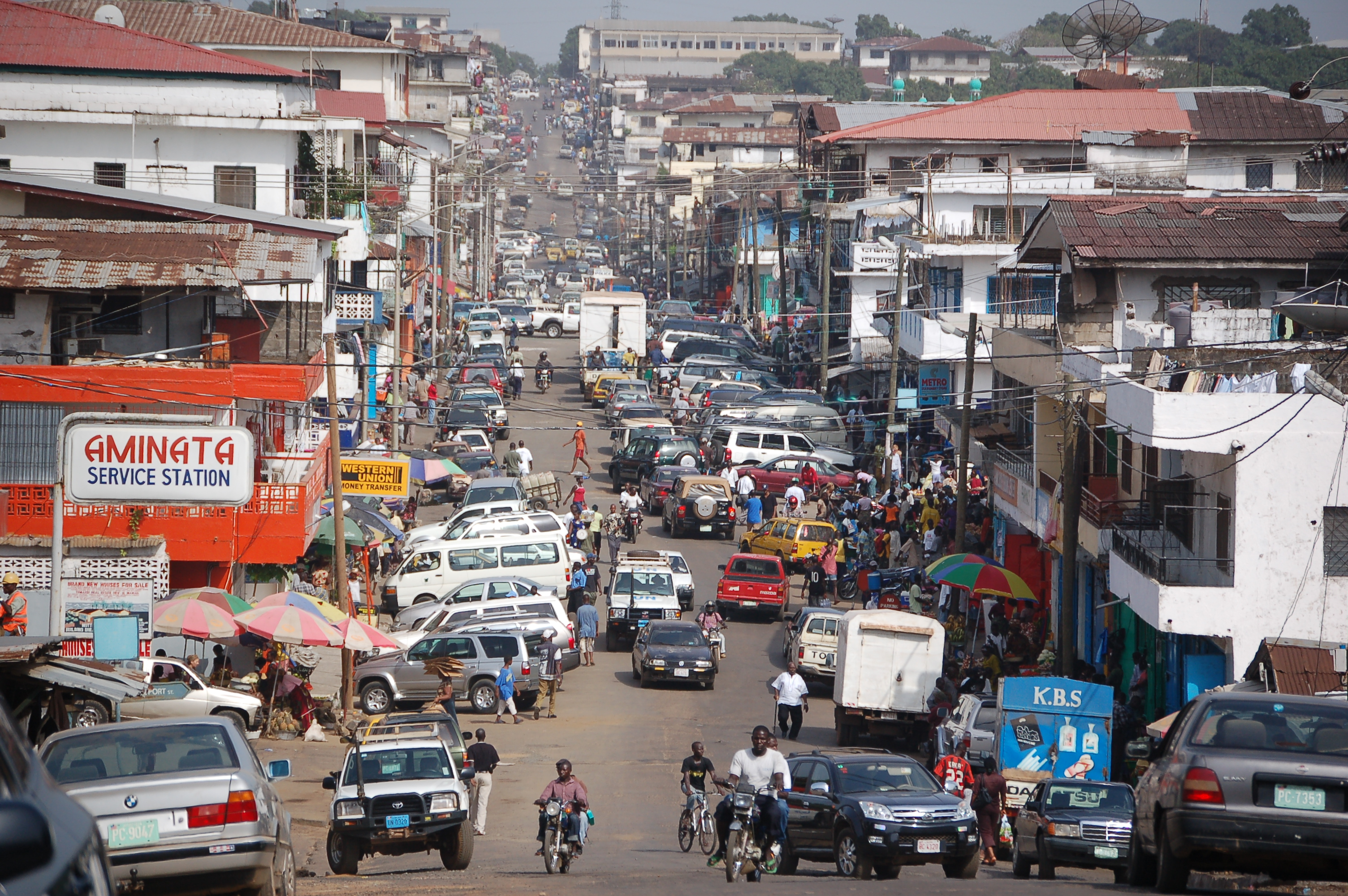
市中心的一條街道

港口为蒙罗维亚的经济命脉所在。蒙罗维亚是全国经济和交通中心、金融中心，賴比瑞亞中央銀行亦位于蒙罗维亚。
全国70％以上的工业企业集中在这里，其中主要有炼油、橡胶、食品、啤酒、饮料、碾米、服装、水泥和化工等。在布什罗德岛上建立了“自由工业区”，美国、德国、巴西等国的30多家公司已在此建厂。此外，蒙罗维亚的捕捞业与鱼类加工业也相当发达。

## 市區景貌
市中心梅苏拉多角是繁华的商业区，街道两旁商店林立，人们熙来攘往，边观赏那琳琅满目的商品，边选购当地产的精湛新颖的手工艺品。跨过梅苏拉多桥即达市区北部的布什罗德岛，此为新兴工业区和驰名远近的西非唯一自由港——蒙罗维亚自由港。市区东部的首都山是政府机关的所在地，这里有行政大厦、国会大厦和市政大厅等。西非最古老的高等学府之——利比里亚大学（1862年開學）也设在这里。此外，还有博物馆与国立图书馆等。国会大厦前的广场上有一座高大的纪念碑，其顶端屹立着一位肩扛国旗、手持冲锋号的非洲妇女青铜塑像，为利比里亚自由独立的象征。

## 交通
首都有干线公路连接全国各大行政区。东郊的罗伯茨国际机场是非洲最大的机场之一。利比里亚的海运业享誉世界，首都有20多条国际海运定期航线与外界相通，蒙罗维亚港系西非地区最大的现代化港口之一。 蒙罗维亚港是在第二次世界大战时兴建的。当时，德国法西斯者控制着欧洲及其海上航道，原来走美洲——西欧线的船只都改为美洲——西非线，蒙罗维亚成了这条航线上的枢纽。1944年第二次世界大战最紧张的时候，在旧港以北布什罗得岛兴建新港，1984年投入使用，成为当时西非最现代化的港口。1956年命名新港为“蒙罗维亚自由港”，允许外国轮船自由出入，商品可在港内自由转口，允许储藏、加工、再包装，只收1.5%的领事费，而不收关税。从而吸引了更多的商船进港，增加了港口的劳务收入。

## 姊妹城市
蒙羅維亞和以下城市互為姊妹城市：
- 中華民國臺北[13]

## 外部連結
- City Map （页面存档备份，存于）
- Map of Greater Monrovia showing population densities
- 维基文库中的相關文獻：
  - . . 1905.
  - . . 1920.
  - . . 1921.